# Paweł Łęcki
Paweł Łęcki (ur. 30 stycznia 1976 w Ostrowie Wielkopolskim) – polski żużlowiec.
Licencję żużlową zdobył w 1992 roku. Sport żużlowy uprawiał do 2004 roku, reprezentując kluby Iskra Ostrów Wielkopolski (1993–1994, 1996–1999, 2001–2002), Polonia Bydgoszcz (1995), Polonia Piła (2003) oraz Kolejarz Rawicz (2004).
Brązowy medalista drużynowych mistrzostw Polski (1995). Finalista indywidualnych mistrzostw świata juniorów (Mšeno 1997 – XVI miejsce). Finalista młodzieżowych indywidualnych mistrzostw Polski (Częstochowa 1997 – XI miejsce). Finalista młodzieżowych mistrzostw Polski par klubowych (Rzeszów 1997 – VI miejsce). Finalista młodzieżowych drużynowych mistrzostw Polski (Grudziądz 1997 – IV miejsce). Finalista turnieju o „Brązowy Kask” (Piła 1994 – VIII miejsce). Finalista turnieju o „Srebrny Kask” (Leszno 1997 – jako rezerwowy). Zdobywca III miejsca w memoriale Rifa Saitgariejewa (Ostrów Wielkopolski 1998).